# Cratere Verlaine
Verlaine  è un cratere sulla superficie di Marte.